# Хибия (станция)
Станция Хибия (яп. 日比谷駅 хибия эки) — железнодорожная станция на линиях Тиёда, Хибия и Мита, расположенная в специальном районе Тиёда, Токио. Станция обозначена номером I-08 на линии Мита, C-09 на линии Тиёда и H-08 на линии Хибия. На станции установлены автоматические платформенные ворота.

## Линии
- Tokyo Metro
  - Линия Тиёда (C-09)
  - Линия Хибия (H-08)

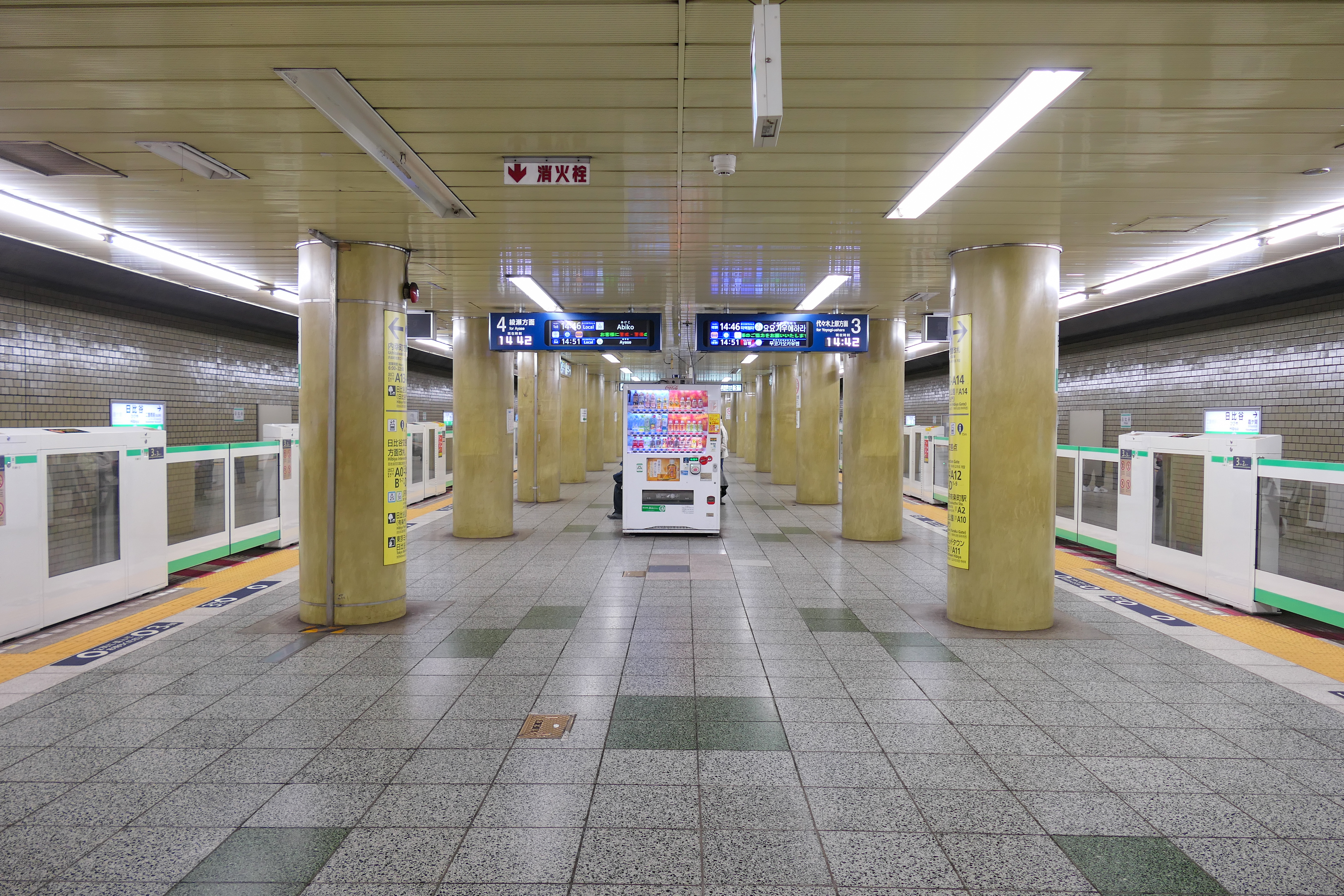
Платформа линии Тиёда

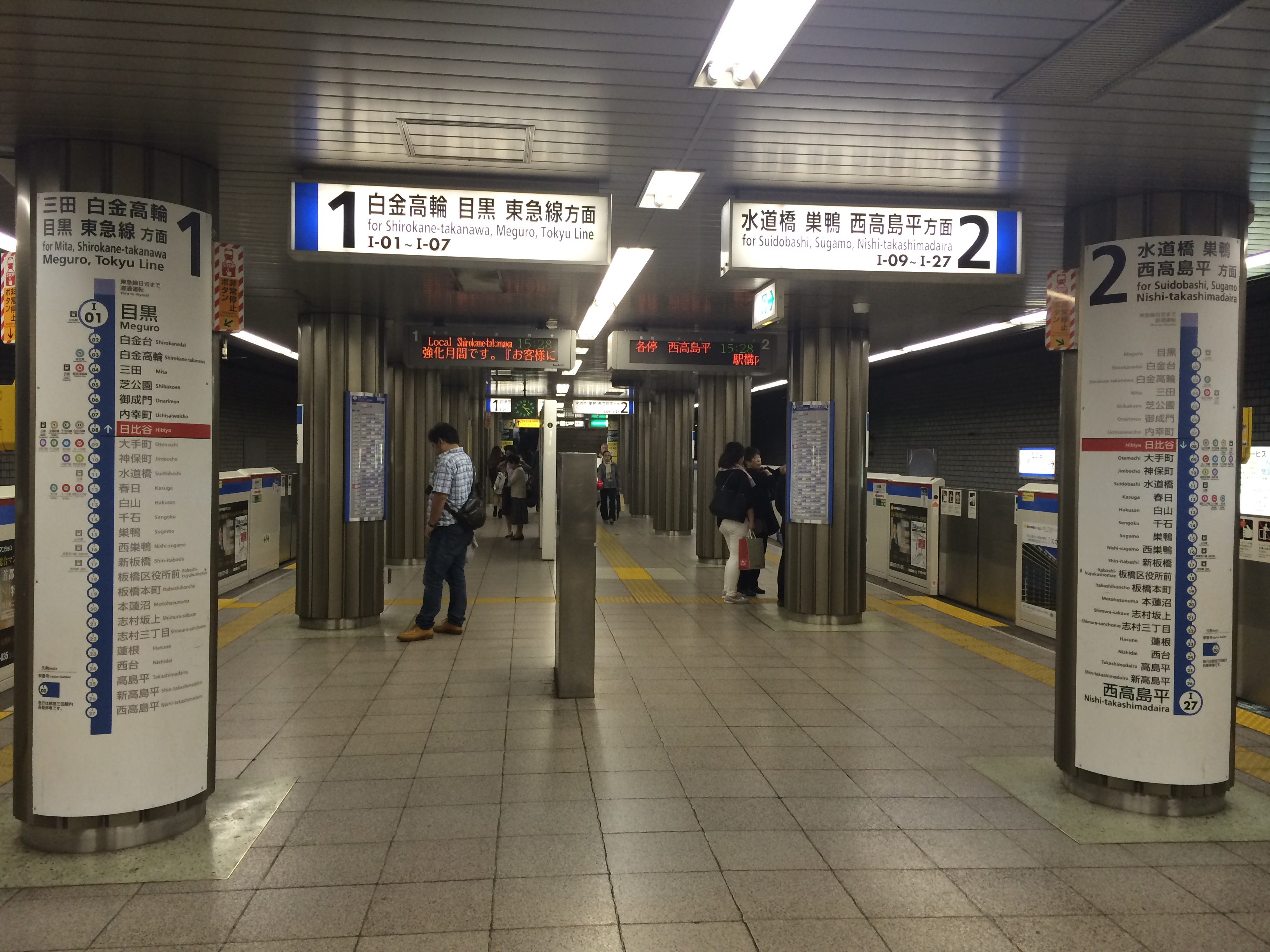
Платформа линии Мита

- Tokyo Metropolitan Bureau of Transportation
  - Линия Мита (I-08)

Станция соединена подземным переходом со станцией Юракутё.

## Планировка станции

### Tokyo Metro
Одна платформа островного типа, две платформы бокового типа и 4 пути.
| 1 | ○ Линия Хибия | Эбису ・ Нака-Мэгуро ・ (Линия Тоёко) Кикуна                         |
| 2 | ○ Линия Хибия | Гиндза ・ Уэно ・ Кита-Сэндзю ・ (Линия Исэсаки) Тобу-Добуцукоэн     |
| 3 | ○ Линия Тиёда | Омотэсандо ・ Ёёги-Уэхара ・ (Линия Одавара) Каракида                |
| 4 | ○ Линия Тиёда | Отэмати ・ Кита-Сэндзю ・ Аясэ ・ Кита-Аясэ ・ (Линия Дзёбан) Торидэ |

### Toei
Одна платформа островного типа и два пути.
| 1 | ○ Линия Мита | Мэгуро ・ (Линия Мэгуро) Хиёси         |
| 2 | ○ Линия Мита | Отэмати・ Сугамо ・ Ниси-Такасимадайра |

## Близлежащие станции
| «                   |                     | Линия              |                      | »                    |
| Линия Тиёда (C-09)  | Линия Тиёда (C-09)  | Линия Тиёда (C-09) | Линия Тиёда (C-09)   | Линия Тиёда (C-09)   |
| ------------------- | ------------------- | ------------------ | -------------------- | -------------------- |
| Касумигасэки (C-08) | Касумигасэки (C-08) | -                  | Нидзюбаси-маэ (C-10) | Нидзюбаси-маэ (C-10) |
| Линия Хибия (H-08)  |                     |                    |                      |                      |
| Касумигасэки (H-07) | Касумигасэки (H-07) | -                  | Гиндза (H-09)        | Гиндза (H-09)        |
| Линия Мита (I-08)   |                     |                    |                      |                      |
| Утисайваитё (I-07)  | Утисайваитё (I-07)  | -                  | Отэмати (I-09)       | Отэмати (I-09)       |